# Giovanni Paganucci

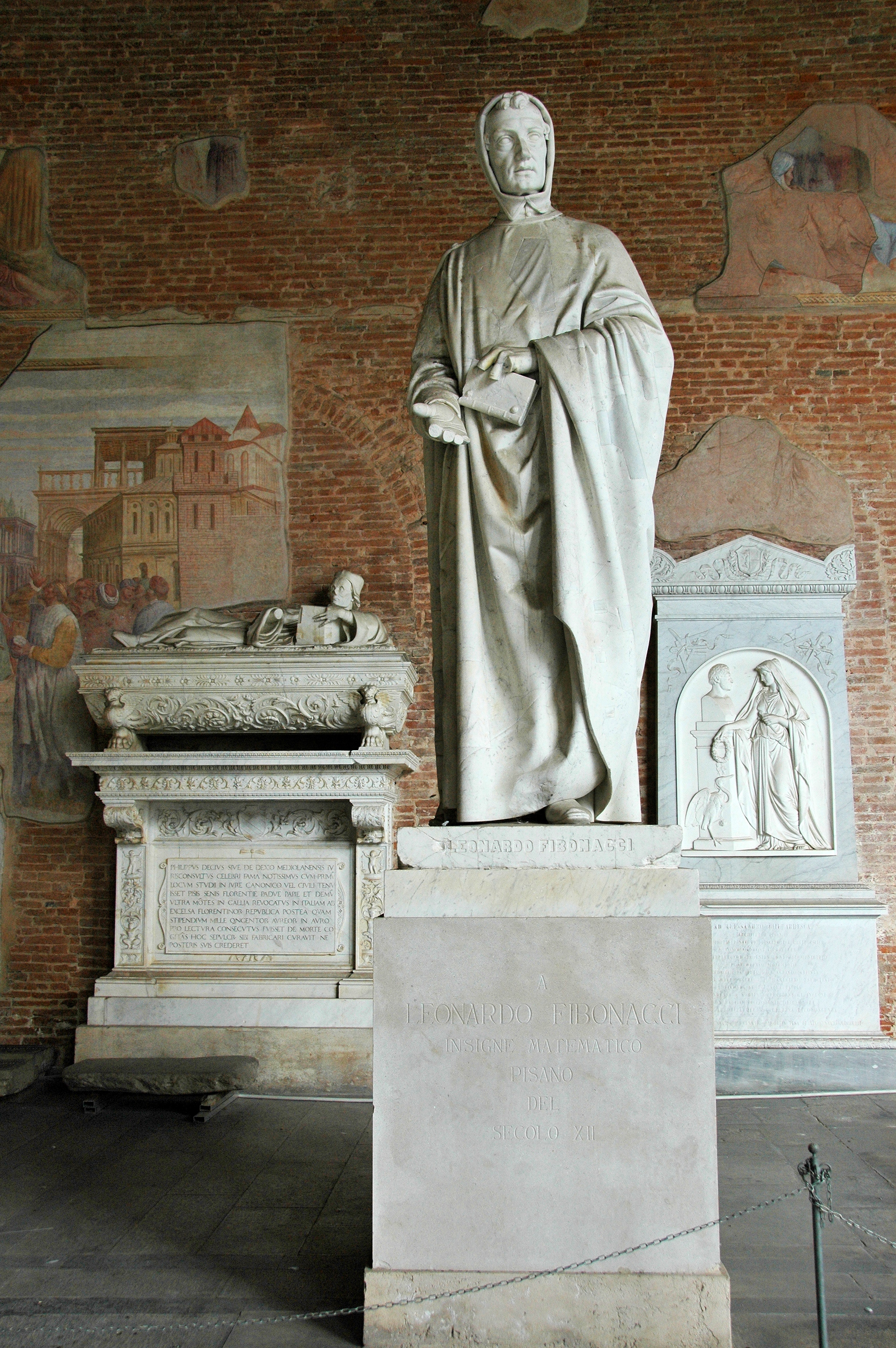
La statua di Fibonacci di Giovanni Paganucci conservata nel Camposanto monumentale di Pisa

Giovanni Paganucci (Livorno, 1827 – Montevideo, 1889) è stato uno scultore italiano.

## Biografia
Amico di Giovanni Boldini e Giovanni Fattori (con cui condivise intorno al 1855 una soffitta in via Nazionale a Firenze), si formò all'Accademia di Belle Arti di Firenze . 
Ha date di nascita e di morte non certe. Iniziò a insegnare all'Accademia di Firenze dal 1873, e in quel decennio partecipò a diverse mostre di scultura organizzate dall'Accademia. Giovanni Paganucci fu tra i primi scultori ad essere incaricati per la facciata del Duomo fiorentino, infatti quando viene mostrata al pubblico il 28 dicembre 1879 la sezione sinistra della facciata, già vi erano collocati alcuni elementi scultorei, tra i quali opere dello scultore livornese come gli Angeli che cantano gloria, ad alto rilievo, entro le formelle esagonali dello sguancio della porta. Nella primavera 1882 ottiene la commissione del San Tommaso per la Galleria degli Apostoli. Dal 4 febbraio 1875 risulta ammesso alla classe degli "Accademici corrispondenti" dell'Accademia di Belle Arti di Firenze e contemporaneamente residente a Montevideo. Morì nel 1888 in America Latina e l'Accademia lo commemorò nella persona del presidente del Collegio, Felice Francolini, che di lui disse: "fu artista di merito, chiamato a Montevideo come maestro di quella Accademia".

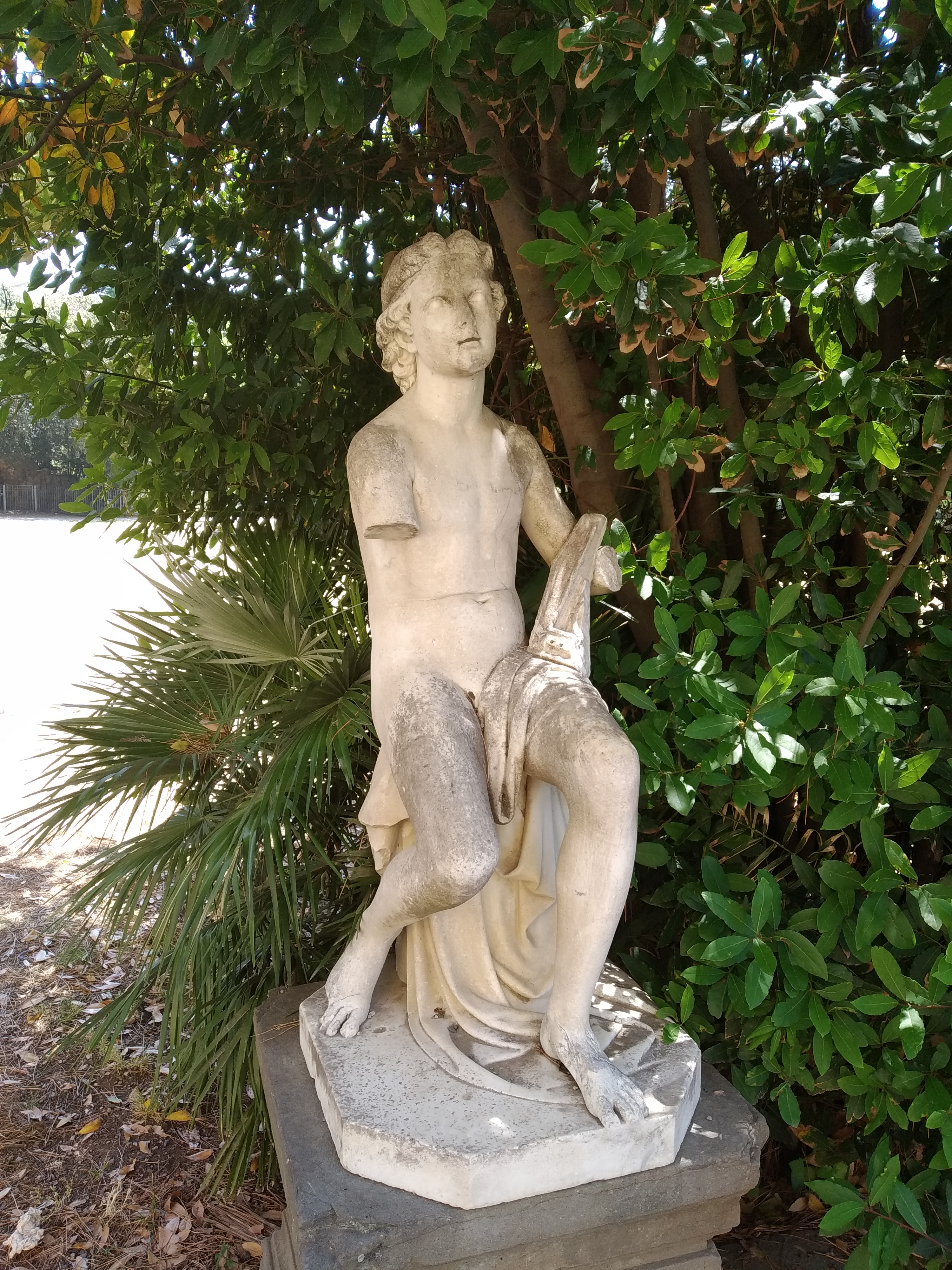
Il Genio della Musica

Le opere sicure di Paganucci, come la scultura di Leonardo Fibonacci conservata nel Camposanto monumentale di Pisa del 1861 e il monumento del letterato Giuseppe Micali, oggi conservato nel Tribunale penale di Livorno, dimostrano un'aspirazione verso la naturalezza e l'immediata evidenza delle forme che lo avvicinano al nascente realismo. A Livorno si conserva un'ulteriore scultura di Giovanni Paganucci, il Genio della Musica, collocata nel giardino di Villa Fabbricotti.
A Livorno esiste una via dal 1938 intitolata all'artista.

## Opere
- Busto di John Peard (1860)[10]
- Leonardo Fibonacci (1861)
- Giuseppe Micali (1862)
- Modello per il Monumento a Camillo Benso Conte di Cavour (1862)
- Modello per il Monumento a Cosimo Del Fante (1866)[11]
- Busto di Carlo Poerio (1867-1868)[12]
- Rilievi per gli Angeli che cantano gloria (1872 circa)

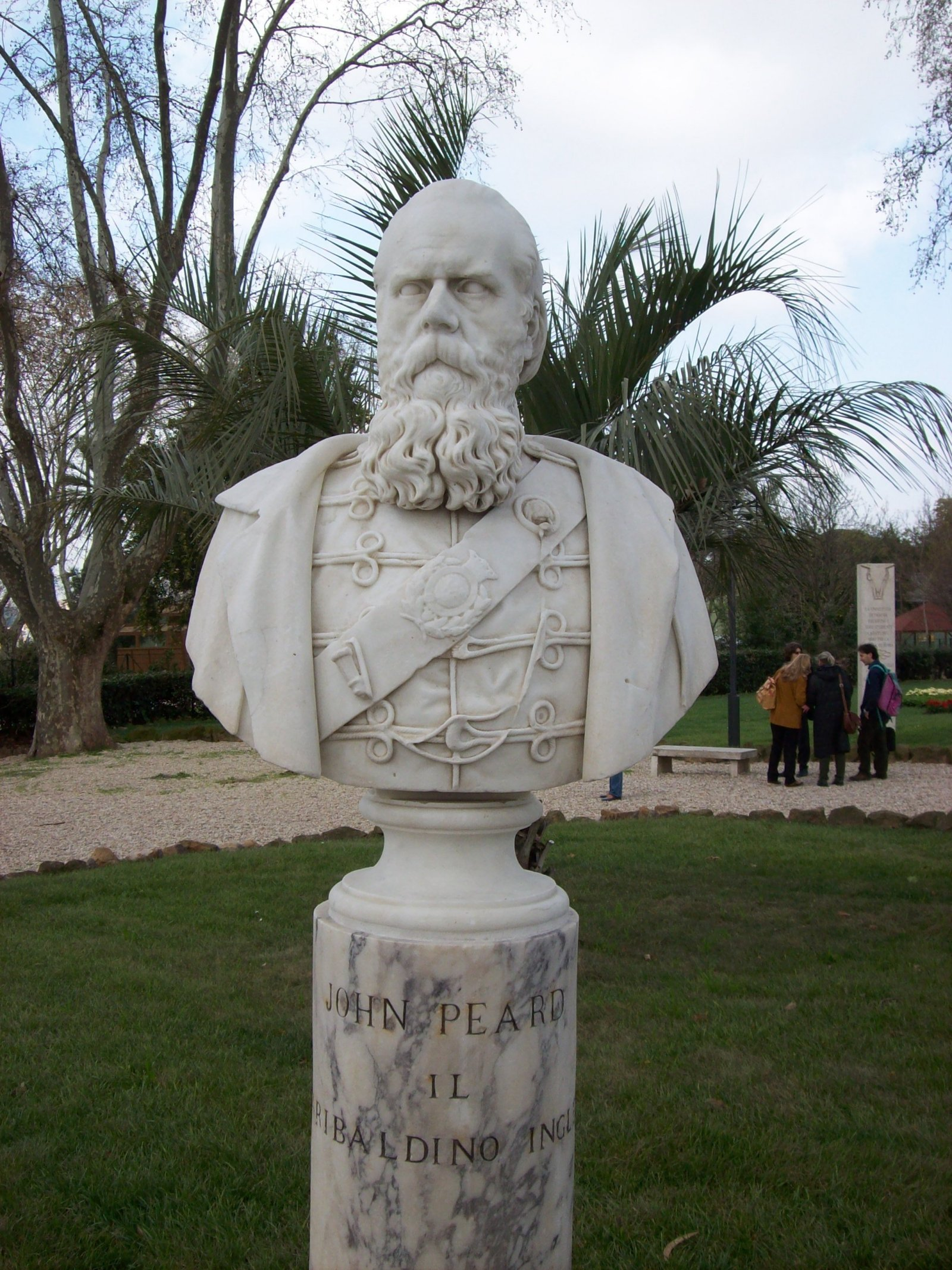
Busto del garibaldino inglese John Peard collocato sul Gianicolo

- San Tommaso (1882)